# Социални мрежи в Интернет
Социални мрежи е термин, възникнал в мрежата. Те се отнасят до определени групи, общности и организации, свързани помежду си чрез социални отношения. Това е в резултат на сближаване на медии, икономика, политика и развитие на технологиите, с цел взаимодействие на два или повече канала.
В първата част на 21 век, започнаха да се появяват множество сайтове, за предоставяне на възможност за комуникация, в това, което се нарича социална мрежи, която по това време е била известна като Кръг от Приятели. 
През юли 2006 г. е пусната финалната версия на Twitter.
Между 2007 и 2008 стартира Facebook в Интернет, разпространен в Латинска Америка и Испания. В тази социална мрежа са започнали да се използват платформи за свързване на ученици. През януари 2008 г. Facebook наброява по-2.167 активни потребители.
През 2010 г. се появиха някои от най-популярните сайтове, които успяха да растат в геометрична прогресия услуги, като MySpace, Friendster, Tribe и други.
Google+ стартира през месец юни 2011 година. Потребителите трябва да бъдат на възраст над 13 години, за да създадете свой собствен профили. Google+ – това е вече третата социална мрежа с все повече потребители в целия свят, не заради своята популярност, а за да взаимодействат с YouTube, печелейки около 343 милиона активни потребители.

## Основните социални мрежи
Данните в класацията по-долу, отговарят от 2015 г. до 2017 г.
| Социална мрежа | ТИП                    | Брой на потребителите (млн. евро) |
| -------------- | ---------------------- | --------------------------------- |
| Facebook       | Общи                   | 2230                              |
| Instagram      | Снимка/Видео/На Единна | 1890                              |
| YouTube        | Видео                  | 1800                              |
| Whatsapp       | Единна                 | 1800                              |
| Google+        | Общи                   | 343                               |
| Twitter        | Единна                 | 2228                              |
| Line           | Единна                 | 300                               |
| Tagged         | Общи                   | 300                               |
| Habbo          | Общи                   | 250                               |
| hi5            | Общи                   | 200                               |
| Tumblr         | Общи                   | 200                               |
| SoundCloud     | Музика                 | 200                               |
| Badoo          | Контакти               | 200                               |
| Snapchat       | Единна                 | 178                               |
| NetlogTWOO     | Общи                   | 115                               |
| Daily Motion   | Фото/Видео             | 115                               |
| Soundhound     | Музика                 | 100                               |
| Telegram       | Единна                 | 100                               |
| VK             | Общи                   | 100                               |
| Pinterest      | Фото/Видео             | 100                               |
| Spotify        | Музика                 | 90                                |
| Мач            | Контакти               | 90                                |
| Flickr         | Фото/Видео             | 90                                |
| Slideshare     | Фото/Видео             | 85                                |
| Reddit         | Blogg/Форум            | 70                                |